# Liste de films tournés dans le département du Tarn
Un certain nombre d'œuvres cinématographiques et télévisuelles ont été tournés dans le département du Tarn.
Voici une liste à compléter de films, téléfilms, feuilletons télévisés, films documentaires... tournés dans le département du Tarn, classés par commune, lieu de tournage et date de diffusion.

## A
- Haut – A
- B
- C
- D
- E
- F
- G
- H
- I
- J
- K
- L
- M
- N
- O
- P
- Q
- R
- S
- T
- U
- V
- W
- X
- Y
- Z

- Albi
  - 1973 : Karatekas and Co (épisode 4, La Nuit des parfaits) série télévisée d’Edmond Tyborowski[1]
  - 1987 : Florence ou la vie de château téléfilm de Serge Korber[2]
  - 1998 : Lautrec de Roger Planchon
  - 2005 : Jaurès, naissance d'un géant de Jean-Daniel Verhaeghe
  - 2010 : Le Fils à Jo de Philippe Guillard[3]
  - 2018 : Rémi sans famille d'Antoine Blossier[4]

- Andillac
  - 2018 : Rémi sans famille d'Antoine Blossier tournage au Château-musée du Cayla[4]

## B
- Haut – A
- B
- C
- D
- E
- F
- G
- H
- I
- J
- K
- L
- M
- N
- O
- P
- Q
- R
- S
- T
- U
- V
- W
- X
- Y
- Z

- Blaye-les-Mines
  - 1980 : Jean Jaurès : vie et mort d'un socialiste, téléfilm réalisé par Ange Casta
  - 2003 : Pas de repos pour les braves de Alain Guiraudie

## C
- Haut – A
- B
- C
- D
- E
- F
- G
- H
- I
- J
- K
- L
- M
- N
- O
- P
- Q
- R
- S
- T
- U
- V
- W
- X
- Y
- Z

- Cagnac-les-Mines
  - 2005 : Jaurès, naissance d'un géant de Jean-Daniel Verhaeghe

- Carmaux
  - 1957 : La Montagne qui brûle documentaire d'Henri Champetier
  - 2003 : Pas de repos pour les braves de Alain Guiraudie
  - 2005 : Jaurès, naissance d'un géant de Jean-Daniel Verhaeghe

- Castelnau-de-Montmiral
  - 2001 : Amour d'enfance de Yves Caumon
  - 2018 : Rémi sans famille d'Antoine Blossier[4]

- Cordes-sur-Ciel
  - 2018 : Rémi sans famille d'Antoine Blossier[4]

## D
- Haut – A
- B
- C
- D
- E
- F
- G
- H
- I
- J
- K
- L
- M
- N
- O
- P
- Q
- R
- S
- T
- U
- V
- W
- X
- Y
- Z

## E
- Haut – A
- B
- C
- D
- E
- F
- G
- H
- I
- J
- K
- L
- M
- N
- O
- P
- Q
- R
- S
- T
- U
- V
- W
- X
- Y
- Z

## F
- Haut – A
- B
- C
- D
- E
- F
- G
- H
- I
- J
- K
- L
- M
- N
- O
- P
- Q
- R
- S
- T
- U
- V
- W
- X
- Y
- Z

## G
- Haut – A
- B
- C
- D
- E
- F
- G
- H
- I
- J
- K
- L
- M
- N
- O
- P
- Q
- R
- S
- T
- U
- V
- W
- X
- Y
- Z

- Gaillac
  - 1987 : Florence ou la vie de château téléfilm de Serge Korber[2]
  - 2010 : Le Fils à Jo de Philippe Guillard[3]

## H
- Haut – A
- B
- C
- D
- E
- F
- G
- H
- I
- J
- K
- L
- M
- N
- O
- P
- Q
- R
- S
- T
- U
- V
- W
- X
- Y
- Z

## I
- Haut – A
- B
- C
- D
- E
- F
- G
- H
- I
- J
- K
- L
- M
- N
- O
- P
- Q
- R
- S
- T
- U
- V
- W
- X
- Y
- Z

## J
- Haut – A
- B
- C
- D
- E
- F
- G
- H
- I
- J
- K
- L
- M
- N
- O
- P
- Q
- R
- S
- T
- U
- V
- W
- X
- Y
- Z

## K
- Haut – A
- B
- C
- D
- E
- F
- G
- H
- I
- J
- K
- L
- M
- N
- O
- P
- Q
- R
- S
- T
- U
- V
- W
- X
- Y
- Z

## L
- Haut – A
- B
- C
- D
- E
- F
- G
- H
- I
- J
- K
- L
- M
- N
- O
- P
- Q
- R
- S
- T
- U
- V
- W
- X
- Y
- Z

- Lavaur
  - 2011 : Le Fils à Jo de Philippe Guillard

- Lisle-sur-Tarn
  - 1987 : Florence ou la vie de château téléfilm de Serge Korber[2]
  - 2005 : Jaurès, naissance d'un géant de Jean-Daniel Verhaeghe

## M
- Haut – A
- B
- C
- D
- E
- F
- G
- H
- I
- J
- K
- L
- M
- N
- O
- P
- Q
- R
- S
- T
- U
- V
- W
- X
- Y
- Z

- Marssac-sur-Tarn
  - 2005 : Jaurès, naissance d'un géant de Jean-Daniel Verhaeghe
  - 2010 : Le Fils à Jo de Philippe Guillard[3]

- Montagne Noire
  - 1997 : La Force des choses d'Alain Guiraudie
  - 2019 : Riquet, le songe de Naurouze de Jean Périssé[5]

## N
- Haut – A
- B
- C
- D
- E
- F
- G
- H
- I
- J
- K
- L
- M
- N
- O
- P
- Q
- R
- S
- T
- U
- V
- W
- X
- Y
- Z

- Nages
  - 2003 : Les Égarés d'André Téchiné[6]

## O
- Haut – A
- B
- C
- D
- E
- F
- G
- H
- I
- J
- K
- L
- M
- N
- O
- P
- Q
- R
- S
- T
- U
- V
- W
- X
- Y
- Z

## P
- Haut – A
- B
- C
- D
- E
- F
- G
- H
- I
- J
- K
- L
- M
- N
- O
- P
- Q
- R
- S
- T
- U
- V
- W
- X
- Y
- Z

- Penne
  - 2018 : Rémi sans famille d'Antoine Blossier[4]

## Q
- Haut – A
- B
- C
- D
- E
- F
- G
- H
- I
- J
- K
- L
- M
- N
- O
- P
- Q
- R
- S
- T
- U
- V
- W
- X
- Y
- Z

## R
- Haut – A
- B
- C
- D
- E
- F
- G
- H
- I
- J
- K
- L
- M
- N
- O
- P
- Q
- R
- S
- T
- U
- V
- W
- X
- Y
- Z

- Réalmont
  - 2010 : Le Fils à Jo de Philippe Guillard[3]

## S
- Haut – A
- B
- C
- D
- E
- F
- G
- H
- I
- J
- K
- L
- M
- N
- O
- P
- Q
- R
- S
- T
- U
- V
- W
- X
- Y
- Z

- Salvagnac
  - 2011 : Le Fils à Jo de Philippe Guillard

- Sorèze
  - 2003 : Les Égarés d'André Téchiné
  - 2019 : Riquet, le songe de Naurouze de Jean Périssé (Abbaye de Sorèze)[5]

## T
- Haut – A
- B
- C
- D
- E
- F
- G
- H
- I
- J
- K
- L
- M
- N
- O
- P
- Q
- R
- S
- T
- U
- V
- W
- X
- Y
- Z

## U
- Haut – A
- B
- C
- D
- E
- F
- G
- H
- I
- J
- K
- L
- M
- N
- O
- P
- Q
- R
- S
- T
- U
- V
- W
- X
- Y
- Z

## V
- Haut – A
- B
- C
- D
- E
- F
- G
- H
- I
- J
- K
- L
- M
- N
- O
- P
- Q
- R
- S
- T
- U
- V
- W
- X
- Y
- Z

- Vaour
  - 2018 : Rémi sans famille d'Antoine Blossier[4]

## W
- Haut – A
- B
- C
- D
- E
- F
- G
- H
- I
- J
- K
- L
- M
- N
- O
- P
- Q
- R
- S
- T
- U
- V
- W
- X
- Y
- Z

## X
- Haut – A
- B
- C
- D
- E
- F
- G
- H
- I
- J
- K
- L
- M
- N
- O
- P
- Q
- R
- S
- T
- U
- V
- W
- X
- Y
- Z

## Y
- Haut – A
- B
- C
- D
- E
- F
- G
- H
- I
- J
- K
- L
- M
- N
- O
- P
- Q
- R
- S
- T
- U
- V
- W
- X
- Y
- Z

## Z
- Haut – A
- B
- C
- D
- E
- F
- G
- H
- I
- J
- K
- L
- M
- N
- O
- P
- Q
- R
- S
- T
- U
- V
- W
- X
- Y
- Z